# Ralph G. Albrecht
Ralph Gerhart Albrecht (* 11. August 1896 in Jersey City; † 27. September 1985 in Watertown, Massachusetts) war ein amerikanischer Jurist, der während des Nürnberger Prozesses gegen die Hauptkriegsverbrecher nach dem Zweiten Weltkrieg der amerikanischen Anklagevertretung angehörte.

## Leben

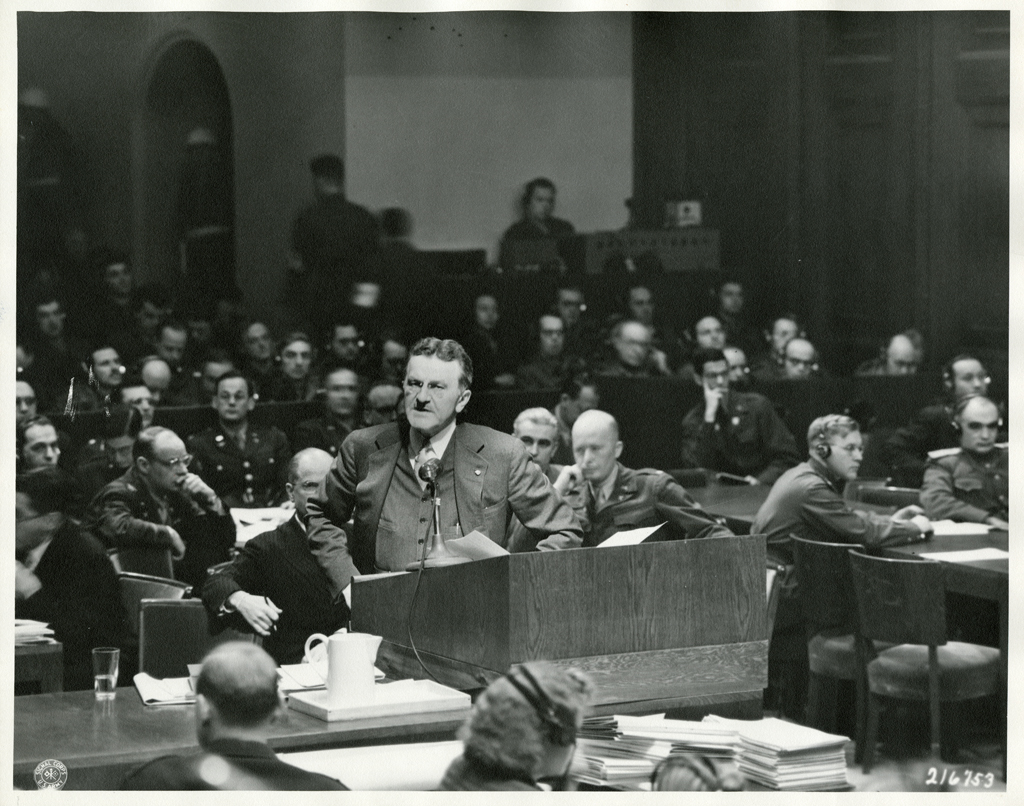
Ralph G. Albrecht während des Nürnberger Prozesses, 1945

Ralph G. Albrecht wurde 1896 in Jersey City geboren und absolvierte seine rechtswissenschaftliche Ausbildung an der University of Pennsylvania, an der er 1919 einen A.B.-Abschluss erlangte, sowie an der Harvard University, an der er sein Studium 1923 als Juris Doctor abschloss. Im folgenden Jahr erhielt er seine Zulassung als Rechtsanwalt im Bundesstaat New York sowie drei Jahre später für Verfahren vor dem Obersten Gerichtshof der Vereinigten Staaten. Zwischen 1924 und 1939 vertrat er amerikanische Kläger in zwei Verfahren zu Sprengstoffanschlägen, die deutsche Agenten während des Ersten Weltkrieges im Juli 1916 in Black Tom Island in Jersey City und im Januar 1917 in Lyndhurst, New Jersey auf Munitionslager verübt hatten.
Während des Zweiten Weltkrieges diente er von 1941 bis 1945 als Commander in der United States Navy sowie 1945 als stellvertretender Direktor des Office of Strategic Services mit Zuständigkeit für den Bereich Kriegsverbrechen und als Sonderassistent des United States Attorney General. Nach dem Ende des Krieges fungierte er als Mitglied der amerikanischen Anklagevertretung unter Leitung von Chefankläger Robert H. Jackson beim Nürnberger Prozess gegen die Hauptkriegsverbrecher. Zwischen 1950 und 1953 wirkte er im Rahmen der durch das Potsdamer Abkommen beschlossenen Dekartellierung von deutschen Großkonzernen.
Mit einer Schenkung von Wertpapieren stiftete er 1956 die Manley-O.-Hudson-Medaille, die als höchste Auszeichnung der Amerikanischen Gesellschaft für internationales Recht (ASIL) gilt. Die ASIL ernannte ihn später zum Ehrenvizepräsidenten.
Ralph Gerhart Albrecht war verheiratet und Vater eines Kindes. Er starb 1985 in Watertown, Massachusetts.